# Tlachtga
Tlachtga ['tlaxtɣa] ist der Name einer weiblichen Sagengestalt aus der keltischen Mythologie Irlands. Sie ist Tochter des zauberkundigen Druiden Mog Ruith und eine zauberkundige Druidin. Nach ihr ist ein Erdwerk auf dem Hill of Ward im County Meath benannt, unter dem ihr Grab liegen soll.

## Die Sagengestalt
Tlachtga ist nach den Dindsenchas (Ortsnamenerklärungen) die Tochter Mog Ruiths, den sie auf seinen Reisen, die bis nach Jerusalem führten, begleitete. Dort wird sie von den drei Söhnen des Simon Magus, des Magie-Lehrers ihres Vaters, vergewaltigt und gebiert jedem von ihnen einen Sohn. Bei der Geburt stirbt sie, vergleichbar der Macha in der Erzählung Noínden Ulad („Die Schwäche der Ulter“).

## Der Hügel

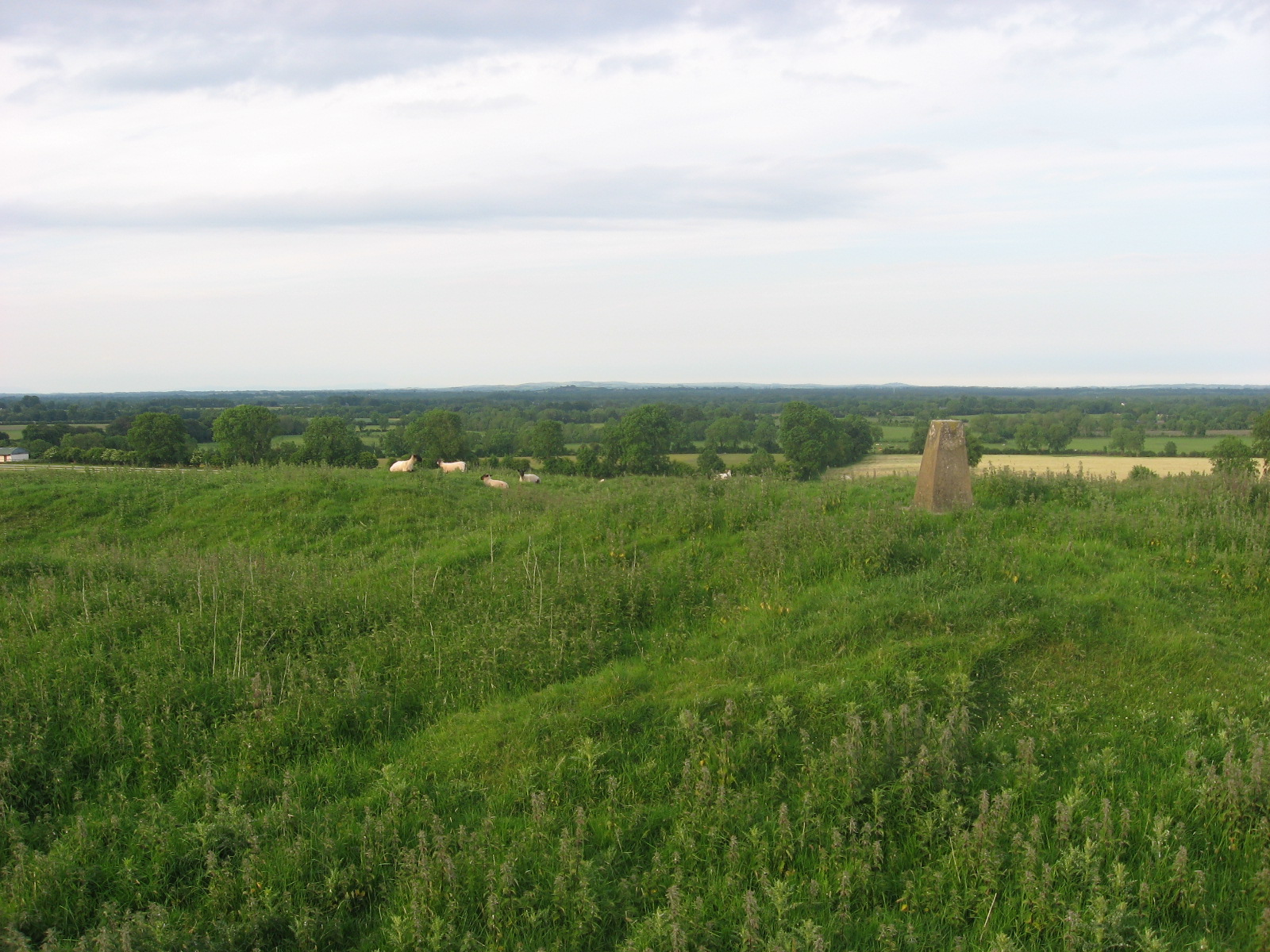
Hill of Ward

Ein Hügel in Meath, heute Hill of Ward bei Athboy, ungefähr 30 km nordwestlich von Tara (Temair), trug ursprünglich den Namen Tlachtga, denn in ihm soll sich das Grab der Druidin befinden. Nach Geoffrey Keating haben dort in vorchristlicher Zeit religiöse Zeremonien (óenach) stattgefunden. Zu Samhain entzündeten die Druiden auf dem Hügel ein Feuer, mit dem alle vorher gelöschten Herdfeuer der Insel wieder entfacht werden mussten. Zu Ehren Tlachtgas wurden auf dem Hügel große Steinhaufen errichtet. Tlachtga ist gemeinsam mit Tailtiu (Teltown, ebenfalls in Meath) ein religiöses Zentrum des vorchristlichen Irlands.